# CE Camelopardalis
Désignations
CE Camelopardalis (en abrégé CE Cam), également désignée HD 21389 et HR 1040, est une étoile supergéante et variable de cinquième magnitude de la constellation boréale de la Girafe.

## Environnement stellaire
CE Camelopardalis fait partie d'un grand nuage moléculaire poussiéreux dont elle en illumine une partie, la nébuleuse par réflexion vdB 15 (ou BFS 29). C'est une région de formation stellaire, avec des étoiles âgée de un à 100 millions d'années. CE Cam elle-même est membre de l'association OB1 de la Girafe (en) (Cam OB1), qui inclut, entre autres, CS Camelopardalis et DL Camelopardalis. On estime que cette association est située à environ 1 000 pc (∼3 260 al) du Soleil, avec des membres se situant entre 500 et 1 500 pc. Individuellement, l'étoile présente une parallaxe annuelle de 0,93 mas dans la troisième data release des données du satellite Gaia, ce qui permet d'estimer une distante approximative de ∼ 3 500 a.l. (∼ 1 070 pc) de la Terre.

## Propriétés

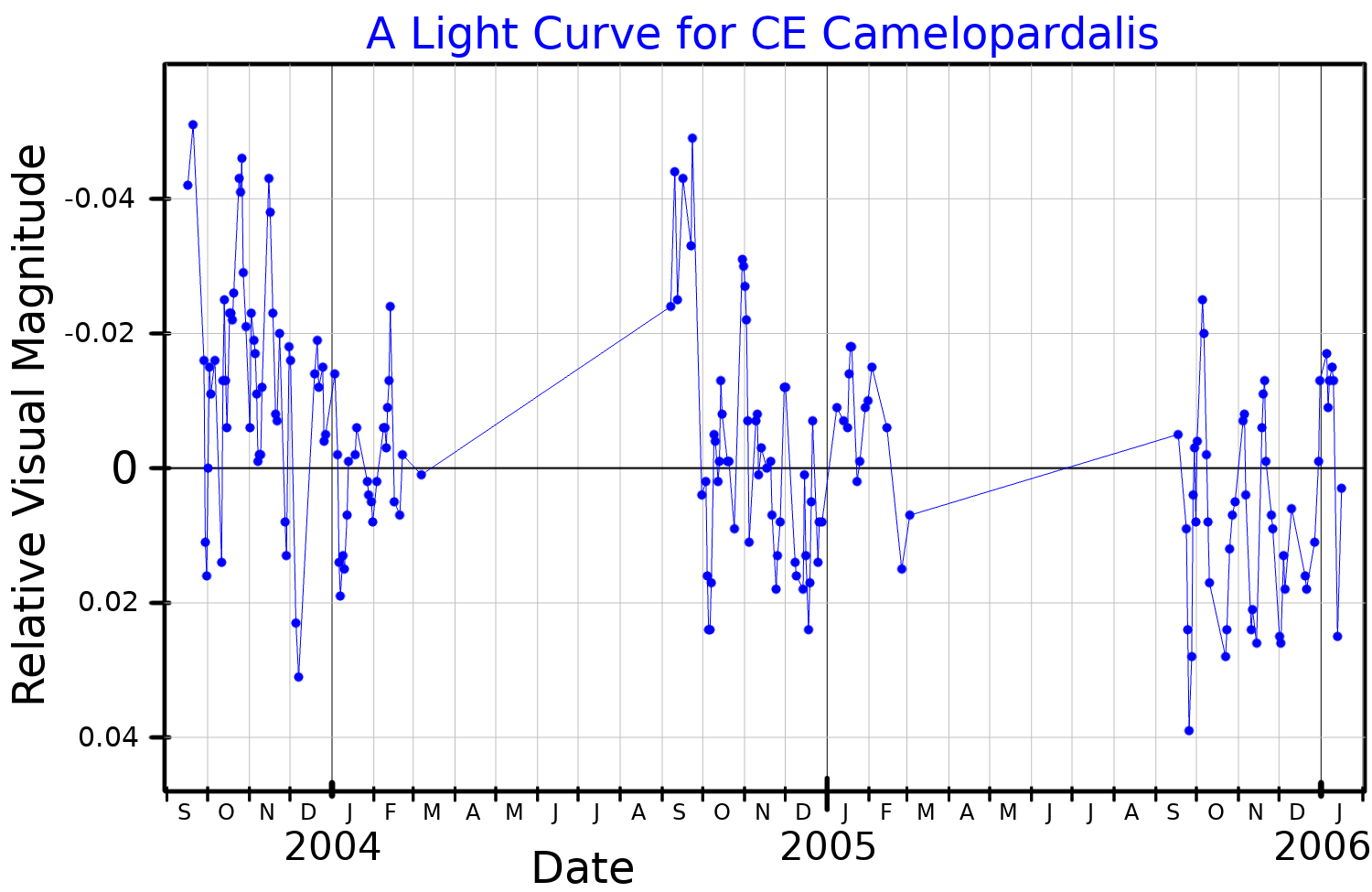
Courbe de lumière en bande visible de CE Camelopardalis, adaptée de Corliss (2015).

CE Camelopardalis est une étoile supergéante blanche de type spectral A0 Iae, avec la lettre « e » qui indique la présence de raies en émission dans son spectre. Depuis 1943, elle est restée, dans la classification MKK, l'un des points d'ancrages stables à partir desquels les autres étoiles sont classées. On pense que l'étoile est âgée d'environ 11 millions d'années, ce qui est suffisant pour avoir épuisé les réserves en hydrogène de son cœur et évolué hors de la séquence principale. L'étoile présente des abondances en éléments chimiques proches de celle du Soleil, et elle présente peu de modes de pulsation stellaires, ce qui indique qu'elle n'a pas encore passé sa première phase de supergéante rouge, vers laquelle elle se dirige actuellement.
CE Camelopardalis est environ 19 fois plus massive que le Soleil et son rayon est 97 fois plus grand que le rayon solaire. Elle est 55 000 fois plus lumineuse que le Soleil et sa température de surface est de 9 730 K. Hohle et al. (2010), utilisant la parallaxe, l'extinction et en analysant son spectre, ont déterminé une masse de 14,95 ± 0,41 M☉ et une luminosité de 62 679 L☉ pour l'étoile.
CE Camelopardalis est une étoile variable de type Alpha Cygni dont la magnitude apparente varie entre 4,51 et 4,60 selon une période présumée de 16,8 jours.